# هامبورغر هوخبان
هامبورغر هوخبان (الاختصار الألماني HHA)، هي شركة تأسست سنة 1911، تشغّل شبكة قطارات الأنفاق في هامبورغ، بالإضافة إلى جزء كبير من شبكة الحافلات في المدينة. استُمد اسمها من التسمية الأصلية التي أُطلقت على شبكة قطارات الأنفاق في هامبورغ، وهي "هوخبان" وتعني بالألمانية "السكك المرتفعة".

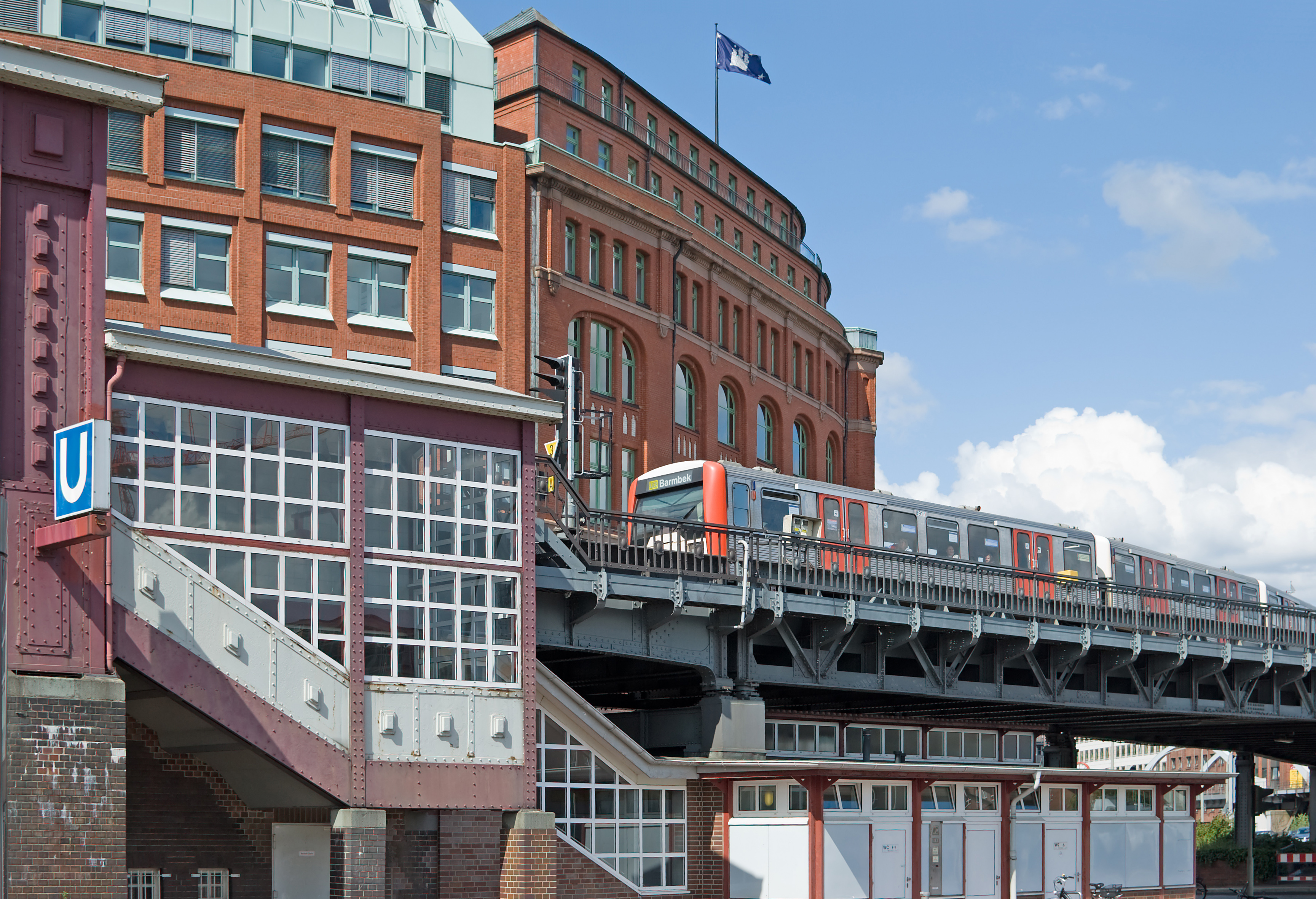
هوخبان في هامبورغ

## التاريخ

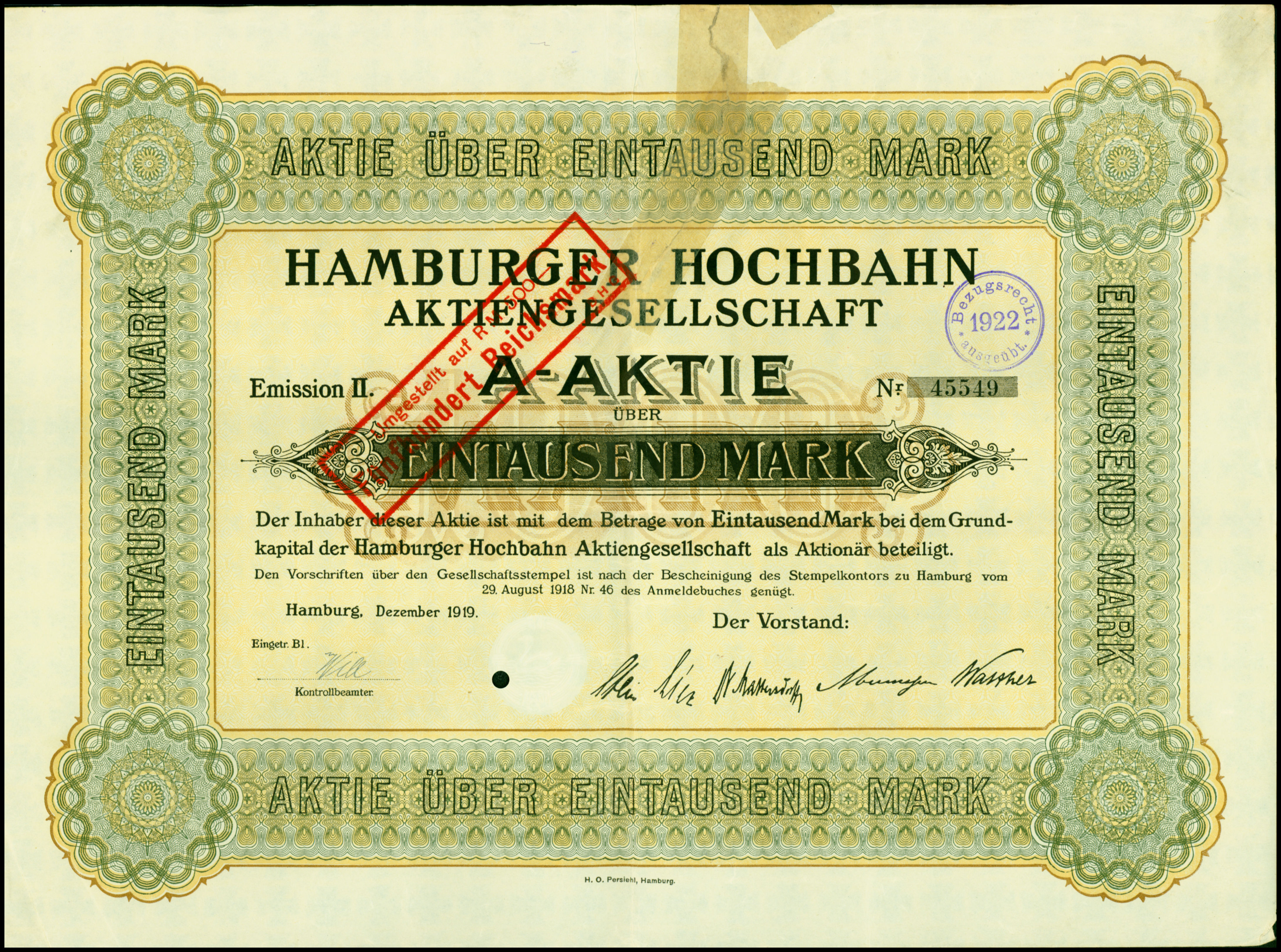
سهم لشركة هامبورغر هوخباهن، والذي صدر في ديسمبر 1919

تأسست الشركة على يد شركتي سيمنز وهالسكي وشركة الكهرباء العامة كتحالف في 27 مايو 1911. وكان الرئيس الأول لها هو ألبرت بالين . 